# Claudius von Wrochem
Claudius von Wrochem (* 24. April 1965 in Berlin (West)) ist ein deutscher Cellist aus Berlin.

## Leben
Wrochem studierte von 1978 bis 1984 Cello bei Peter Mann in Berlin und von 1987 bis 1990 bei George Neikrug in Boston (USA). Er belegte Meisterkurse bei George Neikrug, Uzi Wiesel und Werner Thomas-Mifune. Von 2000 bis 2009 nahm er Gesangsunterricht bei Juliane Gabriel in Berlin.
Sein besonderes Interesse gilt der Kammermusik und der zeitgenössischen Musik. Er spielte 1983 bis 2006 im Duo von Wrochem mit seinem Vater, dem Pianisten Johann Gottlob von Wrochem, einige Jahre mit wechselnden Pianisten und seit 2014 mit Daniel Seroussi. Der neuen Musik widmete er sich als Mitglied der Ensembles work in progress – Berlin (1991–1998) und UnitedBerlin (1995–1998). Zusammen mit seiner Frau, der Musikwissenschaftlerin und Bratschistin Simone Heilgendorff gründete er 1996 das auf Musik nach 1950 spezialisierte Kairos Quartett (Streichquartett). Seit 1993 beschäftigt er sich mit der Aufführungspraxis barocker und klassischer Musik, zumeist in wechselnden Besetzungen; er verwendet hierfür ein Cello von J. G. Thumhart, 1780, sowie Bögen von Klaassen und Hagen-Schiffler.
Als Improvisator arbeitet er sowohl frei als auch im Sinne von Konzeptimprovisationen, oft im Kontext von Stummfilmen, Lesungen, Ausstellungen oder in pädagogischen Zusammenhängen.
In der Funktion des Künstlerischen Geschäftsführers leitete er 2009/10 die Aufbauphase des IZZM (Internationales Zentrum zeitgenössischer Musik) in Kärnten/Österreich.
Konzertreisen führten ihn durch Europa, in die USA, nach Ostasien und nach Südamerika.
Er lebt als freiberuflicher Musiker und Instrumentallehrer in Stahnsdorf bei Berlin.

## Repertoire
Neben dem Standard-Repertoire für Cello und Klavier sowie einigen neueren Duowerken wie Feldmans Untitled Composition/Patterns in a Chromatic Field spielte Wrochem die Bach-Suiten I-V, eine Reger-Suite und Solowerke von Bloch, Hindemith, Ligeti und vielen anderen zeitgenössischen Komponisten. Sein umfangreiches Repertoire an Streichquartetten ist auf der Homepage des Kairos Quartetts zu finden. Von den über 120 Uraufführungen, an denen er beteiligt war, entfällt mehr als die Hälfte auf das Kairos Quartett, die andere auf NM-Ensemble, Duos und Solowerke.

## Lehrtätigkeit
Seit 2013 instrumentale Lehrtätigkeit in Zusammenarbeit mit Berliner Schulen unter Verwendung der ColorStrings-Methode und den Prinzipien von Demetrius Constantine Dounis und George Neikrug.
2010–12 war Wrochem Lehrbeauftragter für Neue Musik und ihre Vermittlung in Ensemblepraxis und Konzeptimprovisation an der Alpen-Adria-Universität Klagenfurt.
Er gab Workshops und Meisterkurse an verschiedenen Hochschulen im In- und Ausland (u. a. Polen, USA, Mexiko, Schweiz, Österreich, Deutschland), am Mozarteum Salzburg und an den Konservatorien von Schanghai und Guangzhou zu Notationsfragen und Streichquartettkomposition.
Seit 2010 führt er NM-Vermittlung-Workshops an Oberschulen durch, oft in Kärnten und gefördert durch KulturKontakt Austria.
Diverse Jurytätigkeiten, z. B. bei Jugend musiziert (1996), John-Cage-Preis für die Interpretation Neuer Musik, Zeitklang 2011 – Intern. Kompositionswettbewerb f. SQ.
1992-2008 Cellolehrer an Berliner Musikschulen, auch in der Studien-Vorbereitung (StuVo), 2020 als Vertretung an der Kreismusikschule Potsdam Mittelmark, seit 2024 am Verspielt in Zernsdorf/Königs Wusterhausen.

## Veröffentlichungen
- 2020: „Essenzen aus Neuer Musik. Performative Musik-Konzepte für Laien und Amateurmusiker am Beispiel von Cosmic Staircase und Random Patterns“, erscheint in Vermittlung zeitgenössischer Musik, Schott, Hg. S. Heilgendorff, M. Losert, K. Grebosz-Haring, S. 131–141
- 1999-2002: Beiträge für die neue MGG (Online-Version), Personenteil: J. Berger Bd.2, 1999 Sp.1257-58, A. Bijlsma Bd.2, 1999 Sp.1610-11, D. C. Dounis Bd.5, 2001 Sp.1345-46, J. du Pré Bd.5, 2001 Sp.1650-51, E. Feuermann Bd.6, 2001 Sp.1095-96, P. Fournier Bd.6, 2001 Sp.1547-48, E. Mainardi Bd.11, 2004 Sp.875, H. Schiff Bd.14, 2005 Sp.1335-36

## Privates
Von Wrochem ist passionierter, wenn auch limitierter, Fußballspieler seit 2019 (Kreisliga Ü50, Freizeitkicker), FileMaker-Entwickler und Amateursegler. Weitere Interessen sind Belletristik, Geschichte, Politik, Recht, Italienisch und Englisch. Beiträge für die deutsche und englische Wikipedia seit 2003.

## Diskographie, Produktionen
- 2015 Marina Khorkova 'Klangnarbe' u. a. Streichquartett [2010] (WERGO)
- 2013 mientras A. Schönberg Zweites Streichquartett, Sabine Panzer mientras für Streichquartett und Sopran (Kairos Quartett und Angelika Luz)
- 2012 Stepha Schweiger visionmusique (u. a. Live-Mitschnitt der UA von Skira für Flöten, Akkordeon und Cello, 1997) little salt 12012
- 2012 Knut Müller Porträt Thorn, Zeug (Streichquartette) Edition Zeitklang/DeutschlandRadio
- 2009 Jay Schwartz Porträt (Music for five stringed instruments) (WERGO/Deutscher Musikrat/DeutschlandRadio)
- 2008 Helmut Zapf Das Goldene Kalb Ballett für Solotrompete, Stimme und Ensemble (Ensemble Mosaik)
- 2008 Thomas Hummel Aus Trachila. A hyper-realistic recording – for speaker and ensemble (Neos 10804)
- 2007 Wider den Strich – Musik in Deutschland: Orm Finnendahl  Fälschung (BMG)
- 2005 Enno Poppe Porträt (Tier für Streichquartett) col legno/DeutschlandRadio
- 2004 Interpretenporträt Kairos Quartett: Georg Friedrich Haas (Streichquartette Nr. 1+2) Edition Zeitklang/DeutschlandRadio
- 2001 Interpretenporträt Kairos Quartett mit György Kurtág op. 1, Julio Estrada Canto mnémico, Knut Müller Thorn, Luciano Berio Sincronie (CD-Ersteinspielung) Edition Zeitklang/DeutschlandRadio
- 2000 Ensemble UnitedBerlin: Conrado del Rosario Twines, Helmut Zapf Abendklänge edel records
- 1999 Viera Janárčeková Porträt (Streichquartett Nr. 5) Domowina-Verlag/Hessische Rundfunk
- 1997 Luigi Nono Canti per 13 mit dem Ensemble UnitedBerlin (WERGO 6631-2)
- 1997 Neue Musik in Rheinsberg Matthias Jann mouvement de silence (NCA/MA 9809838) (UnitedBerlin)
- 1996 Juro Mětšk Porträt Canti per cello e piano, Syndrom, Kontraktion (Domowina-Verlag/Kreuzberg Records) (UnitedBerlin)
- 1996 Samples eingespielt für „Das virtuelle Orchester“, eine NM-Klangdatenbank
- seit 1996 zahlreiche Konzertmitschnitte: BBC London, verschiedene ORF Studios, RAI (Italien), Danske Radio, Deutsches Radio Schweiz, Slowenisches Radio, nahezu alle deutschen öffentl.-rechtl. Sendeanstalten
- 1995 New Saxophone Chamber Music Kyburz Cells (col legno) (UnitedBerlin)
- seit 1990 Studiotätigkeit für Theatermusiken, Hörspiele, Zuspielbänder oder Klanginstallationen